# Dolmen de la Ville-Tinguy

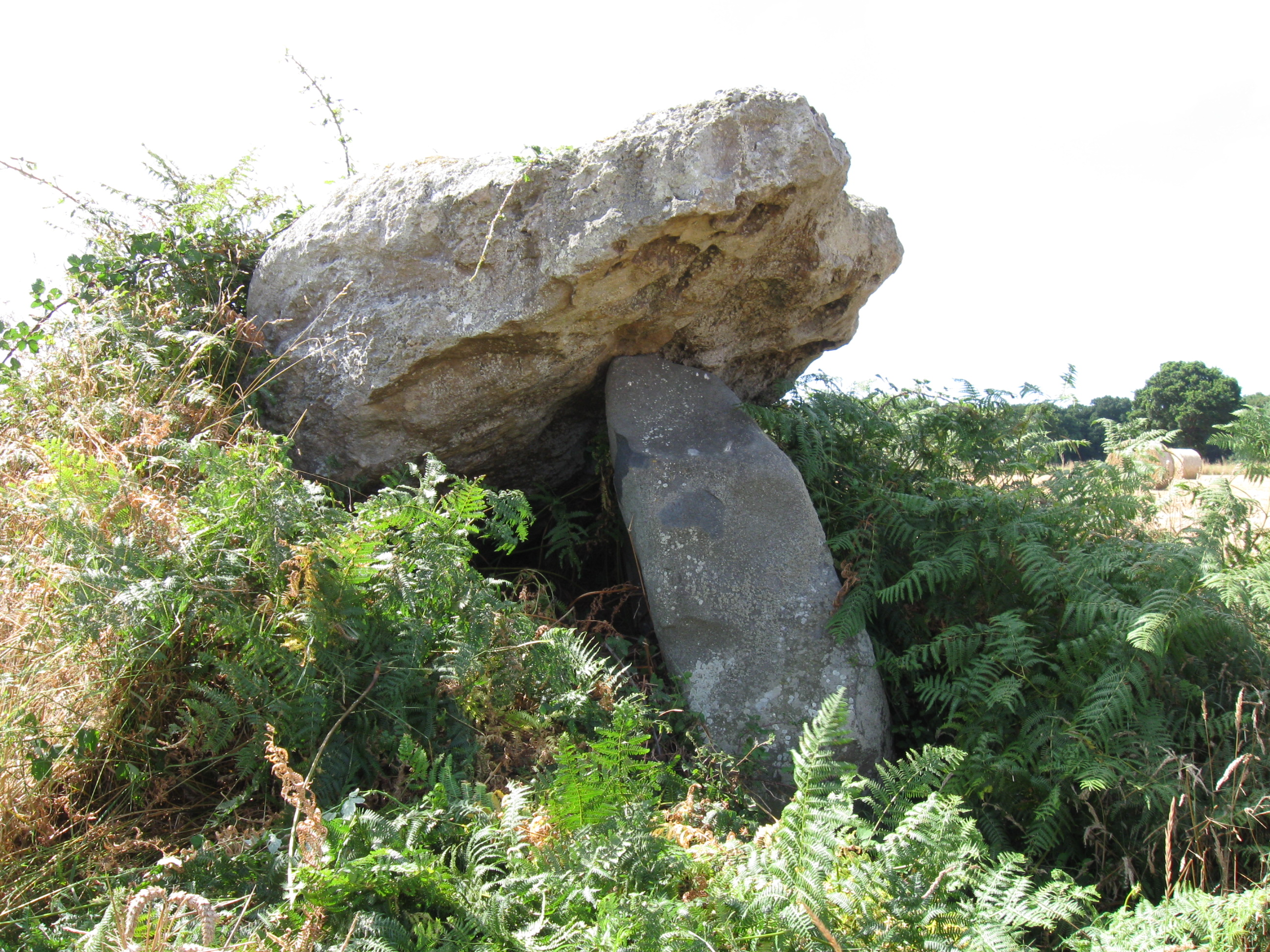
Dolmen de la Ville-Tinguy

Der stark gestörte Dolmen de la Ville-Tinguy liegt östlich der D 768 zwischen Créhen und Trégon und nördlich der Zufahrt zum namengebenden Hof, im Osten des Département Côtes-d’Armor in der Bretagne in Frankreich. Dolmen ist in Frankreich der Oberbegriff für Megalithanlagen aller Art (siehe: französische Nomenklatur).
Die stark zerfurchte Deckenplatte hat Abmessungen von 3,1 × 2,1 m und liegt stark geneigt auf zwei Tragsteinen, von denen sich einer in situ, aber in Schieflage, befindet.
Der Dolmen ist seit 1963 als Monument historique eingetragen.
In der Nähe liegt das Galeriegrab von La Hautière.